# PAF (pickup)
| subclasse de | humbucker |

Una PAF, o simplement PAF ("Patent Sol·licitada"), és un dels primers models de la pastilla de guitarra humbucker inventada per Seth Lover el 1955, anomenada així per l'etiqueta "Patent Sol·licitada" col·locada a la placa base de cada pastilla. Gibson va utilitzar el PAF a les guitarres des de finals de 1956 fins a finals de 1962, molt després de la concessió de la patent. Van ser substituïts per la recollida del número de patent (número de patent), essencialment una versió refinada del PAF. Aquests al seu torn van ser substituïts per humbuckers "T-Top" el 1967, i la producció va acabar el 1975. Tot i que no va ser la primera pastilla humbucking de la història, va ser la primera a obtenir un ús generalitzat, ja que el senyal sense brunzit la claredat tonal i la sensibilitat tàctil de la PAF quan es van combinar amb amplificadors sobrealimentats van fer que les pastilles fossin populars entre els guitarristes de rock i blues. El PAF és una característica tonal essencial de les ja famoses guitarres Gibson Les Paul Standard de 1957-1960, i les pastilles d'aquest tipus han guanyat un gran nombre de seguidors.

## Història

### Desenvolupament
A mitjans de la dècada de 1950, Gibson va buscar crear una nova pastilla de guitarra diferent dels populars dissenys de bobina simple existents. Gibson ja havia desenvolupat la camioneta Charlie Christian i la P-90 als anys 30 i 40; tanmateix, aquests dissenys, com les pastilles de bobina única del competidor Fender, estaven plens d'interferències de so inherent de 60 cicles.
L'enginyer i empleat de Gibson Seth Lover havia desenvolupat un circuit de cancel·lació de zumbits per a fonts d'alimentació d'amplificadors i sospitava que el mateix concepte es podria aplicar a les pastilles de guitarra. Ted McCarty va autoritzar el projecte i Lover va passar gran part de l'any 1954 treballant en aquest disseny de camioneta amb cancel·lació de soroll o "hum-bucking". A principis de 1955, el disseny es va completar. En lloc d'encaminar dues pastilles de bobina única en paral·lel, Lover havia "encaminat dues bobines amb vent i polaritat oposades juntes en sèrie, la qual cosa va fer que cada bobina cancel·lés el brunzit de l'altra". El disseny va rebre el codi de peça P-490 i el juny de 1955, Lover i Gibson van presentar una patent conjunta. El disseny original demanava explícitament els imants Alnico 5, però els primers exemples poden ser Alnico 2, Alnico 3 o Alnico 5.

### Ús primerenc
Gibson va començar a canviar dels P-90 les PAF primer amb les guitarres d'acer de falda de la companyia el 1956, i després amb guitarres elèctriques va debutar a la Convenció NAMM el 1957. Les Paul Goldtops i Customs van ser les primeres guitarres elèctriques de cos sòlid a rebre humbuckers PAF, i la sèrie ES de Gibson van ser els primers dissenys buits/semi-buits a rebre-les.

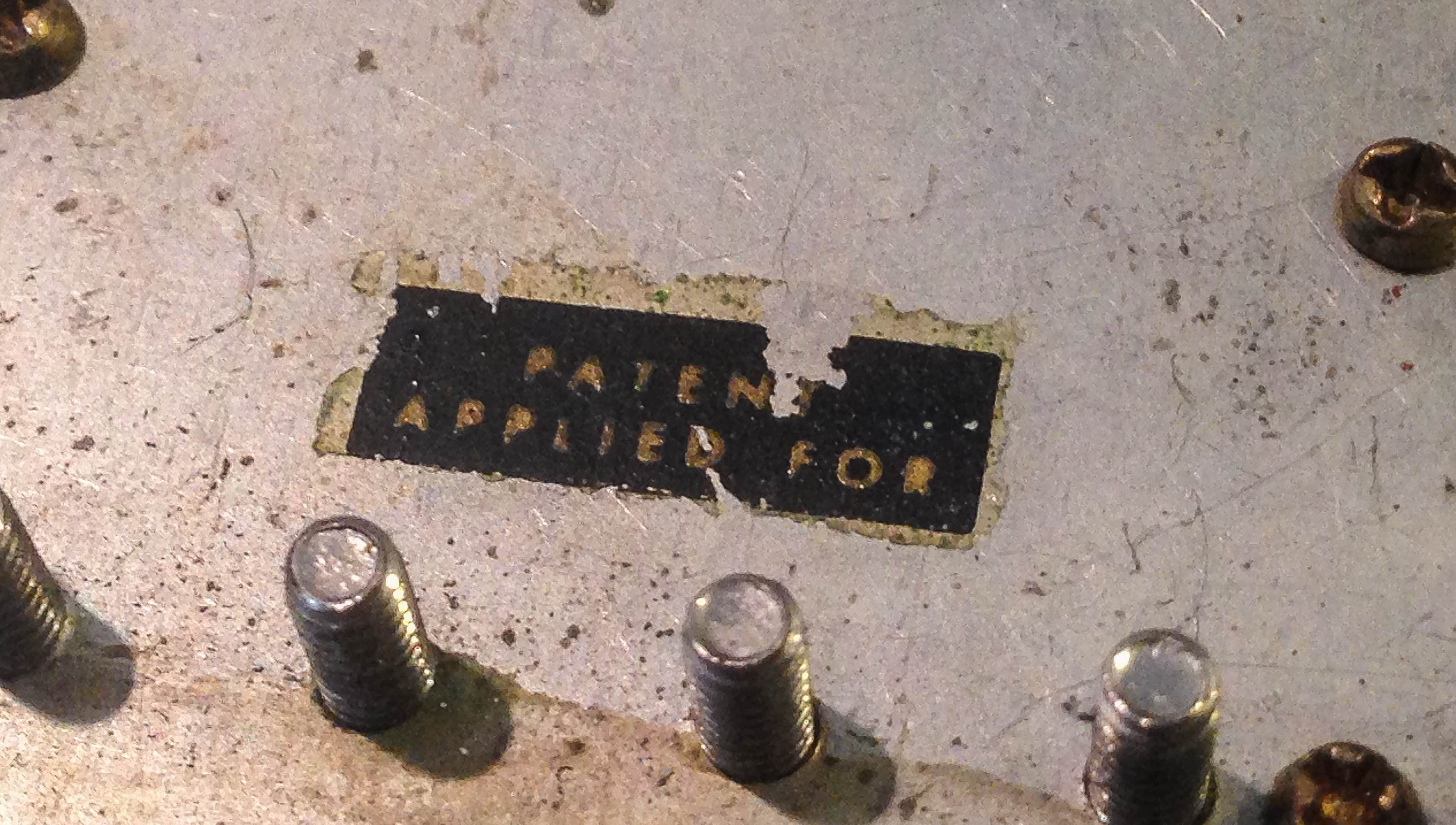
Primer pla d'un adhesiu "Patent applied for = S'ha sol·licitat una patent".

Les Pauls de 1957 presentaven un adhesiu negre amb lletres daurades aplicades a la part inferior de cada camioneta, amb la lletra "PATENT SOL·LICITA". Amb el pas del temps, l'adhesiu de Patent Applied For present en aquestes pastilles ha evolucionat cap a la sigla PAF com una manera d'identificar les pastilles amb aquest adhesiu. La patent del disseny de Gibson ( ) es va publicar finalment el juliol 28, 1959. L'acrònim PAF també s'escriu de vegades com PAF deixant fora els punts. No obstant això, el 1978 la paraula "PAF" va ser registrada com a marca per DiMarzio. (Aquesta marca registrada no s'ha de confondre amb l'acrònim PAF original que s'utilitza per descriure les pastilles vintage originals fetes per Gibson i el tema d'aquest article.)
L'any 1958, el model Goldtop es va deixar de produir i el Sunburst Standard va ocupar el seu lloc. Aquestes guitarres estaven equipades amb humbuckers PAF, que van contribuir molt al so dels instruments.

### 1961–1966
Els PAF de principis de 1961 són gairebé exactament idèntics les PAF originals de 1957-1960. El juliol de 1961 Gibson va estandarditzar el procés de construcció del PAF amb la introducció del model SG. Amb això, els imants Alnico 5 més petits es van convertir en estàndard. També es va introduir la transició a una nova ubicació del cable d'inici i un nombre més formal de vents de filferro, la qual cosa va provocar que la resistència DC de captació se centre al voltant de 7,5 kΩ. A més, cap a l'any 1963 aquestes pastilles van rebre un nou adhesiu que tenia escrit un número de patent. No obstant això, els adhesius estaven, i van continuar sent, etiquetats amb " PAF (pickup) a l'USPTO (anglès) ", que és el número emès al disseny de la corda del trapezi de Les Paul de 1952 i no a les pastilles humbucking. Entre 1965 i 1966, Gibson va canviar al cable recobert de poliuretà d'esmalt per reduir costos i racionalitzar el temps de soldadura de plom, canviant el color del cable de morat a vermell.

### 1967–1980
Al voltant de l'època dels últims SG de guàrdia petita oferts a principis de 1966, Gibson va estandarditzar una marca d'eina en forma de T a la part superior de les bobines humbucker. Aquest nou estil de humbucker Gibson es va conèixer com el T-Top. La "T" situada a la part superior de les bobines va ajudar els treballadors a assegurar-se que la bobina s'encarava correctament durant el procés de bobinat i muntatge. Les bobines T-Top perden el distintiu forat quadrat de les bobines PAF originals. A més, la geometria anterior de la bobina de la bobina T-Top difereix de les dimensions anteriors de la bobina de les bobines PAF, fent que les bobines T-Top siguin lleugerament més altes i més robustes internament que les bobines PAF. Els primers humbuckers T-Top conserven el mateix adhesiu de número de patent a la placa base a principis dels anys setanta. Aquests primers adhesius de patent T-Top humbuckers tenen el mateix espaiador de fusta i imants curts A2 i A5 de la iteració anterior. Finalment, l'adhesiu de patent de la placa base es va substituir per un número de patent estampat. Amb aquest canvi, altres especificacions van començar a canviar, com ara les especificacions de l'imant i l'ús d'un separador de plàstic en lloc de fusta. Gibson va produir pastilles T-Top fins al 1980, però moltes  consideren que els primers adhesius de patent T-Tops són més col·leccionables que les versions posteriors.

### Conflicte de marques comercials
Tot i que les pastilles PAF estaven estretament associades amb les guitarres Gibson, la marca mai les va comercialitzar com a tal, ja que la venda de pastilles individuals no es va convertir en un lloc habitual fins que DiMarzio va ser pionera en el mercat de les pastilles de substitució als anys setanta. DiMarzio va rebre la marca registrada de "PAF" el 1978, amb la companyia que va afirmar haver estat la primera a utilitzar el terme en el comerç el 1976, en referència a les seves pastilles que recreaven el so "PAF" original. DiMarzio va argumentar que aquest ús era legalment diferent de l'ús per part de Gibson dels adhesius originals de la "patent sol·licitada". El 2023, Gibson va sol·licitar la cancel·lació de la marca PAF de DiMarzio, argumentant que DiMarzio mai va tenir dret al terme "PAF" ja que no tenia patents relacionades i que l'ús generalitzat de "PAF" l'havia convertit en genèric i no comercial. DiMarzio s'ha oposat a les afirmacions de Gibson, argumentant que Gibson no té temps per impugnar la marca registrada de DiMarzio i que Gibson no ha fet cap al·legació "relacionada amb l'associació en l'imaginari públic entre les marques [comercials] en qüestió i DiMarzio".

## So

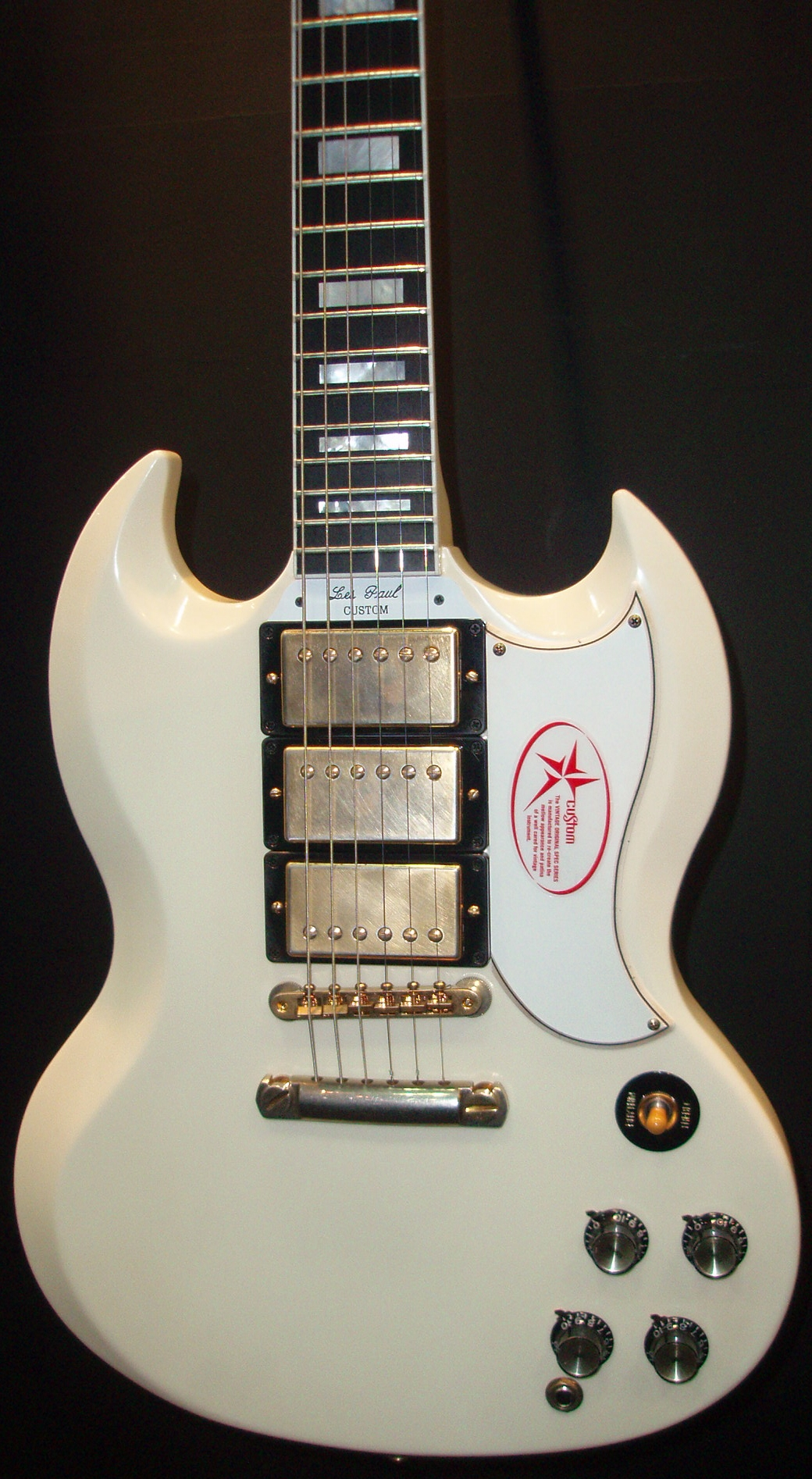
3 reedicions de PAF en una Les Paul/SG Custom

El fabricant de pastilles Seymour Duncan va descriure el to característic dels PAF com un " Tele -on-steroids", amb un "so complet i sense comprimir que és una mica menys brillant que un single-coil" i "un bon equilibri de baixos càlids, mitjans clars i nítids". màxims". A més, les pastilles tenien una claredat tonal i una sensibilitat tàctil a nivells de guany més alts que els va ajudar a fer-los populars entre els músics de rock i blues.
Tanmateix, a causa de les inconsistències de fabricació, cada pastilla individual és única pel que fa al nivell de sortida i el to. Els factors que expliquen aquesta variació són:
- Gibson va utilitzar quatre màquines diferents per enrotllar pastilles PAF vintage. Dues de les quatre màquines no tenien mecanismes d'aturada automàtica, cosa que va provocar una variació de girs per a cadascuna de les bobines que formen el conjunt de recollida PAF. La inconsistència resultant al seu torn va provocar una variació en la sortida i el to. Per la mateixa raó, les dues bobines de cada unitat de recollida solen tenir un nombre de voltes lleugerament diferent, la qual cosa afecta els tons aguts de la pastilla muntada.
- Gibson va utilitzar imants d'Alnico les PAF, el mateix imant que s'utilitzava al P-90. Alnico té diversos graus diferents amb diferents propietats tonals. A les pastilles PAF originals s'utilitzaven els graus Alnico 2, 3 i 5 (amb Alnico 3 el menys comú).
- Els imants PAF originals es van carregar en grups. Aquest procés va produir imants que no estaven completament carregats fins a la saturació. Per tant, els imants PAF i P-90 vintage poden perdre una mica de càrrega amb el temps, cosa que afecta el to de la pastilla. (Els P-90 en particular són més propensos a aquest efecte.)

## Llegat
En un article que explora com les PAF s'havien convertit en la pastilla "més venerada i esquiva" que s'ha fet mai, Guitarist les va batejar com el "Sant Grial de totes les pastilles de guitarres elèctriques" i va assenyalar que s'havia format una indústria artesana al voltant d'empreses que intentaven replicar el disseny PAF d'època, amb gran part de l'estat de la pastilla a causa de la seva popularitat amb guitarristes influents com Eric Clapton, Jeff Beck, Duane Allman, George Harrison i la germana Rosetta Tharpe.
Malgrat la popularitat dels humbuckers més calents a la dècada de 1970, el 1981 Gibson es va adonar que encara hi havia una demanda dels consumidors pel so de les pastilles PAF originals. L'enginyer Tim Shaw va dissenyar una camioneta que tenia com a objectiu replicar el disseny inicial, revertint els canvis fets als anys 60 i 70. Els esforços de Shaw es consideren generalment la primera de moltes recreacions del humbucker PAF, i es va utilitzar en la reedició de Gibson i els models Custom Shop durant els anys 80 i 90. Inspirat pels esforços de Shaw, el fabricant de pastilles Seymour Duncan es va associar amb Seth Lover per dissenyar el "Seth Lover Humbucker", una recreació fidel del disseny original de PAF utilitzant una de les antigues màquines de bobinatge de Gibson.
El so càlid i sense comprimir del PAF s'ha mantingut popular, encara que els humbuckers més calents i potents s'han convertit en la norma, amb admiradors notables de Dave Grohl, Derek Trucks i Jeff Tweedy. Moltes empreses també han llançat versions modernitzades del disseny, amb Gibson oferint models com el "Burstbucker" i "Custom Buckers".